# چوکارکا (صربستان)
چوکارکا (به صربی: Čukarka) یک منطقهٔ مسکونی در صربستان است که در پریچو واقع شده‌است. چوکارکا ۴٫۱۵ کیلومتر مربع مساحت و ۵۱۲ نفر جمعیت دارد.